# Synodontis clarias
Synodontis clarias är en fiskart som först beskrevs av Carl von Linné 1758.  Synodontis clarias ingår i släktet Synodontis och familjen Mochokidae. IUCN kategoriserar arten globalt som livskraftig. Inga underarter finns listade i Catalogue of Life.